# リトアニア・キリスト教民主党
| 議席数の推移     | 議席数の推移             |
| 年               | 議会における議席数       |
| 第二次世界大戦前 | 第二次世界大戦前         |
| ---------------- | ------------------------ |
| 1922年 - 1923年  | 38 議席（全 78 議席中）  |
| 1923年 - 1926年  | 40 議席（全 78 議席中）  |
| 1926年 - 1927年  | 30 議席（全 85 議席中）  |
| 独立回復後       |                          |
| 1990年 - 1992年  | 2 議席（全 141 議席中）  |
| 1992年 - 1996年  | 10 議席（全 141 議席中） |
| 1996年 - 2000年  | 16 議席（全 141 議席中） |
| 2000年 - 2004年  | 2 議席（全 141 議席中）  |

リトアニア・キリスト教民主党（リトアニア語: Lietuvos krikščionių demokratų partija、略称: LKDP）は、かつて存在していたリトアニアのキリスト教民主主義政党。リトアニア・キリスト教民主派 (LKD) を経たのち、現在は祖国連合に合併されている。

## 歴史

### 第二次世界大戦以前
1905年に設立され、ローマ・カトリック教会と強い関係を持っていた。1920年代はリトアニアの政治で重要な地位を占めていたものの、1926年に起きたクーデターののち、1936年に活動を中止させられた。またその後、リトアニアがソビエト連邦に併合されたことから1989年までは政党が再設立されることはなかった。

### ソ連末期から独立回復後
リトアニアで独立回復の気運が高まっていた1989年、リトアニア・キリスト教民主党が再設立された。独立回復後に行われた1992年リトアニア議会選挙でも結果を残した。1996年の議会選挙では祖国連合＝リトアニア保守派 (TS-LK) に次ぐ議席数を獲得した。祖国連合とは連立を組み、選挙後は与党の一員となった。連立は1999年6月に崩壊し、2000年の議会選挙では2議席を獲得するにとどまったが、この選挙での失敗が引き金となり、キリスト教民主連合 (KDS) と合併して新たにリトアニア・キリスト教民主派 (LKD) が結党されることとなった。
なお、リトアニア・キリスト教民主党は1998年に欧州人民党 (EPP) に加盟した。
その後、リトアニア・キリスト教民主派は2004年リトアニア議会選挙で十分な票を得られず、議席を獲得することができなかった。2008年5月17日にリトアニア・キリスト教民主派は祖国連合と合併し、祖国連合は政党名を祖国連合＝リトアニア・キリスト教民主派（Tėvynės sąjunga - Lietuvos krikščionys demokratai、略称: TS-LKD）に改めた。